# Nefelin
Nefelin – minerał z grupy krzemianów szkieletowych, jest skaleniowcem. Jest dość pospolity i szeroko rozpowszechniony. 
Nazwa pochodzi od gr. nephele = chmura, mgła (R.J. Hauy - 1800 r.) - wchodząc w reakcję z kwasami powoduje ich mętnienie.

## Charakterystyka

### Właściwości
Wykształca kryształy słupkowe, tabliczkowe. Tworzy skupienia zbite, ziarniste oraz występuje w formie nieforemnych ziaren. Jest kruchy, przezroczysty, rozkłada się w kwasie solnym, tworząc żel krzemionkowy.

### Występowanie
Występuje w skałach ubogich w krzemionkę; w magmowych skałach alkalicznych (np. sjenitach nefelinowych, fonolitach, bazaltach i lawach zasadowych), w których występuje ze skaleniami potasowymi, augitem, leucytem, sodalitem, oliwinem, apatytem, magnetytem. 

#### Miejsca występowania
- Rosja - Półwysep Kola, Ural
- Kanada - Ontario
- Niemcy - kryształy znaleziono nad jeziorem Laacher w Górach Eifel, w Badenii i Saksonii
- Włochy - Monte Somma koło Wezuwiusza.

Złoża o znaczeniu gospodarczym znajdują się w Norwegii, 
na Grenlandii.

#### W Polsce
spotykany w okolicy Bogatyni koło Turoszowa oraz w cieszynitach okolic Cieszyna, Bielska, Żywca. Występuje też w lawach bazaltoidowych (nefeliny) na terenie Dolnego Śląska.

### Zastosowanie
- używany w przemyśle szklarskim,
- ceramicznym (jako topnik),
- gumowym,
- tekstylnym,
- naftowym,
- ma znaczenie naukowe oraz stanowi poszukiwany kamień kolekcjonerski,
- znacznie rzadziej służy jako kamień ozdobny,
- w jubilerstwie mają zastosowanie najładniejsze okazy (znajdowane w druzach wśród skał magmowych). Bywa szlifowany fasetkowo lub kaboszonowo. Czasami kryształy wykazują efekt kociego oka. Ładnie wykształcone kryształy rzadko przekraczają 1 cm. Najładniejsze pochodzą z Monte Somma we Włoszech.